# Ice Cube
O'Shea Jackson Sr. (uměleckým jménem Ice Cube, * 15. června 1969 Los Angeles, Kalifornie) je americký rapper a herec, který byl členem kontroverzních skupin C.I.A. a N.W.A. V roce 1989 započal sólovou kariéru a jako jeden z prvních se prosadil v subžánru gangsta rap. V roce 2016 byl s dalšími členy skupiny N.W.A uveden do Rokenrolové síně slávy v Clevelandu. Jeho synem je herec a rapper O'Shea Jackson Jr. vystupující pod přezdívkou OMG.

## Dětství
Narodil se v losangeleském South Central. Jeho matka Doris Jacksonová byla nemocniční sestra a jeho otec Andrew Jackson byl správce Kalifornské univerzity v Kalifornii. V šestnácti letech začal psát texty v hudební třídě na střední škole. Po střední studoval obor Architektura na Phoenixském technickém institutu. Okolo dvaceti let konvertoval k islámu.

## Kariéra

### C.I.A. a N.W.A

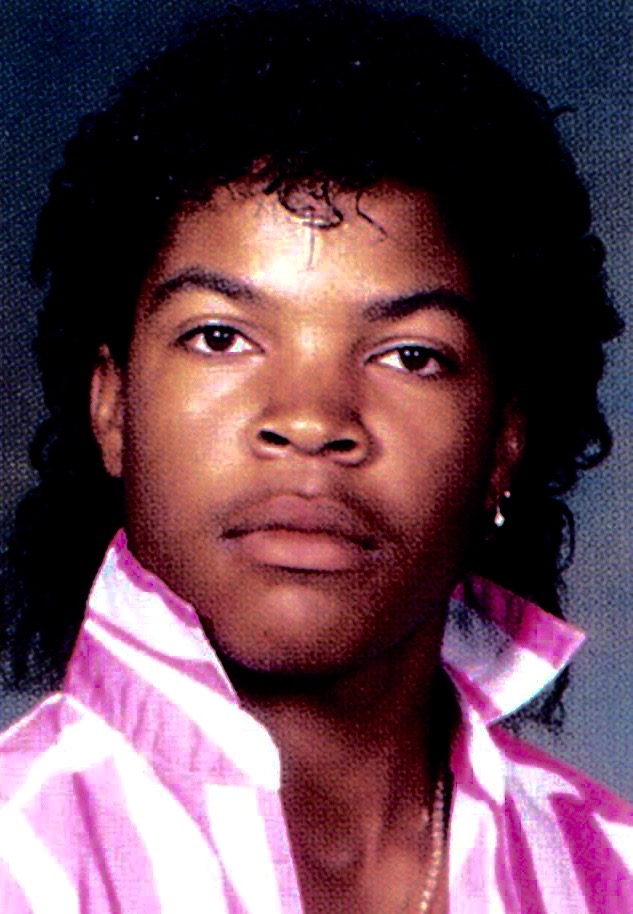
Ice Cube v roce 1987

V roce 1984 založil skupinu C.I.A. (Cru' in Action!), která začala brzy spolupracovat s producentem Dr. Drem. Skupina se však v roce 1987 rozpadla a členové šli svou cestou. Ice Cube a Dr. Dre brzy vydali EP My Posse, poté se spojili s rapperem Eazy-E a založili skupinu N.W.A (Niggas With Attitude), kterou tvořili ještě - MC Ren a DJ Yella. Se skupinou vydal dvě alba N.W.A and the Posse (1987) a Straight Outta Compton (1988), poté skupinu opustil kvůli problémům s kontraktem.

### Kontroverzní sólo počiny (1990–1991)
Rokem 1990 započala jeho sólová dráha. Téhož roku vydal svůj kontroverzní debut AmeriKKKa's Most Wanted, který se stal v černošské komunitě hitem, i když rádia odmítala přehrávat jeho písně. O rok později hrál ve svém prvním filmu Boyz N the Hood a vydal EP Kill at Will, které se stalo prvním hip-hopovým EP s oceněním "platinová deska".
I na jeho dalším albu Death Certificate je cítit antisemitismus, rasismus vůči "bílým" a sexismus. Ice Cube ovšem rozděluje album na dvě pomyslné části Kde jsme nyní a Kam se potřebujeme dostat. I tak se album nesetkalo s pochopením kritiků. I přesto debutovalo na 2. pozici žebříčku Billboard 200 a stalo se platinovým. Avšak znovu rádia odmítala přehrávat singly.

### The Predator(1992)
Na albu The Predator (1992) se Ice Cube zklidnil. Jednalo se o jeho první album, které se umístilo na prvním místě popové hitparády a zároveň i R&B hitparády Billboard, a také Ice Cubovým jediným, které debutovalo na prvním místě žebříčku Billboard 200. Alba se prodalo přes 2 miliony jen v USA a zaznamenalo úspěch i ve Spojeném království. V tomto roce byl Ice Cube na vrcholu své kariéry. Rádiové stanice začaly přehrávat jeho singly z alba The Predator, a to v celku úspěšné písně "Wicked", "Check Yo Self" (ft. Das EFX) a jeho celkově nejúspěšnější singl "It Was a Good Day", který se umístil na 15. místě žebříčku Billboard Hot 100.

### G-Funk éra a herectví (1993–1997)
Roku 1993 vydal G-Funk album Lethal Injection, které sklidilo slušný úspěch a stalo se platinovým, album obsahuje tři vcelku úspěšné singly: "Really Doe", "You Know How We Do It" a "Bop Gun (One Nation)" (ft. George Clinton). Poté na pět let odložil svou hudební kariéru na druhou kolej a věnoval se herectví. Hudbu tvořil jen k soundtrackům k filmům.
V oněch pěti letech natočil filmy jako jsou "The Glass Shield" (1995), "Friday" (1995) nebo "Anaconda" (1997).
V roce 1996 založil skupinu Westside Connection, kterou kromě něj tvořili Mack 10 a WC. Se skupinou vydal dvě alba, ale v roce 2003 se skupina rozpadá po vnitřních rozporech.

### War and Peace (1998–2000)
Během let 1998–2000 vydal dvojalbum War and Peace. War and Peace, Vol. 1 (The War Disc) bylo vydáno v roce 1998 a stalo se platinovým, obsahovalo vcelku úspěšný singl "Pushin' Weight". Druhá část War and Peace, Vol. 2 (The Peace Disc) byla vydána v roce 2000 jako poslední Ice Cubeův release u 'major labelu'. Album se stalo zlatým a uváděl jej vcelku úspěšný singl "You Can Do It" (featuring Mack 10 & Ms. Toi). Poté se na dlouhých šest let odmlčel a věnoval se své herecké kariéře.

### Herecká kariéra (2000–2006)
V tomto období Ice Cube natočil zbylé dva díly trilogie Friday - "Next Friday" (2000) a "Friday After Next" (2002). Další komediální filmy jako "BarberShop" (2002) a BarberShop 2: Back in Business (2004) a rodinné komedie "Are We There Yet?" (2005) a "Are We Done Yet?" (2007). Nebo také komerčnější "Ghosts of Mars" (2001), "Torque" (2004) a "XXX: State of the Union" (2005).

### Nezávislá tvorba (2006-dodnes)
V roce 2006 nahrál na svém nezávislém labelu Lench Mob Records album Laugh Now, Cry Later, to se opět stalo zlatým. Ovšem na albu chyběl nosný singl, jedinou písní, která se umístila v hitparádě Billboard Hot 100 byla "Why We Thugs", a to až na 92. pozici. Tato píseň je jeho poslední, která se v této hitparádě umístila.
Roku 2008 vydal další nezávislé album Raw Footage, kterého se prodalo 160 000 kusů. Album neobsahovalo žádný úspěšný singl. O dva roky později vydal opět nezávislé album I Am the West (2010), alba se prodalo 50 000 kusů a singly se neumístily v žádné z hitparád. Po tomto albu následovala dlouhá hudební odmlka. Své desáté album s názvem Everythang's Corrupt vydal až v prosinci 2018, tentokrát opět s distribucí u major labelu Interscope Records. Vedoucím singlem byla píseň "Arrest the President", která byla ovšem opět neúspěšná.
I na dále se věnuje své herecké kariéře, když natáčí další komediální filmy. Zmínit lze úspěšné filmy 21 Jump Street (2012) a 22 Jump Street (2014), nebo filmy jako První neděle (2008), Jízda švárů (2014) a Poldův švagr (2016). V letech 2016 a 2017 se také vrátil k dřívějším sériím s filmy Barbershop: The Next Cut a XXx: Návrat Xandera Cage. Na svém kontě má také produkci úspěšného hudebního životopisného snímu Straight Outta Compton (2015) o skupině N.W.A.

## Diskografie

### Studiová alba
| Rok  | Album                                                                                   | Nejvyšší umístění v hitparádě | Nejvyšší umístění v hitparádě | Nejvyšší umístění v hitparádě | Nejvyšší umístění v hitparádě | Nejvyšší umístění v hitparádě | Ocenění                       |
| Rok  | Album                                                                                   | US 200                        | US Hip-Hop                    | US Rap                        | UK                            | CAN                           | Ocenění                       |
| ---- | --------------------------------------------------------------------------------------- | ----------------------------- | ----------------------------- | ----------------------------- | ----------------------------- | ----------------------------- | ----------------------------- |
| 1990 | AmeriKKKa's Most Wanted - Vydáno: 16. května 1990 - Vydavatel: Priority                 | 19                            | 6                             | —                             | 48                            | -                             | US: platinové                 |
| 1991 | Death Certificate - Vydáno: 31. října 1991 - Vydavatel: Priority                        | 2                             | 1                             | —                             | -                             | -                             | US: platinové                 |
| 1992 | The Predator - Vydáno: 17. listopadu 1992 - Vydavatel: Priority                         | 1                             | 1                             | —                             | 73                            | 61                            | US: 2x platinové UK: stříbrné |
| 1993 | Lethal Injection - Vydáno: 7. prosince 1993 - Vydavatel: Priority                       | 5                             | 1                             | —                             | 52                            | 34                            | US: platinové                 |
| 1998 | War and Peace, Vol. 1 (The War Disc) - Vydáno: 17. listopadu 1998 - Vydavatel: Priority | 7                             | 2                             | —                             | 141                           | 13                            | US: platinové CAN: zlaté      |
| 2000 | War and Peace, Vol. 2 (The Peace Disc) - Vydáno: 21. března 2000 - Vydavatel: Priority  | 3                             | 1                             | —                             | 56                            | 7                             | US: zlaté CAN: zlaté          |
| 2006 | Laugh Now, Cry Later - Vydáno: 6. června 2006 - Vydavatel: Lench Mob, EMI               | 4                             | 2                             | 2                             | 152                           | 9                             | US: zlaté                     |
| 2008 | Raw Footage - Vydáno: 19. srpna 2008 - Vydavatel: Lench Mob, EMI                        | 5                             | 1                             | 1                             | —                             | 14                            | US: /                         |
| 2010 | I Am the West - Vydáno: 28. září 2010 - Vydavatel: Lench Mob, EMI                       | 22                            | 7                             | 6                             | 55                            | 51                            | US: /                         |
| 2018 | Everythang's Corrupt - Vydáno: 7. prosince 2018 - Vydavatel: Lench Mob, Interscope      | 62                            | 27                            | —                             | —                             | 39                            | US: /                         |

### EP
- 1991 - Kill at Will / US: platinové

### Spolupráce
- Cru' In Action 12' (1986) - (jako člen C.I.A)
- N.W.A and the Posse (1987) - (jako člen N.W.A)
- Straight Outta Compton (1988) - (jako člen N.W.A)
- Bow Down (1996) - (jako člen Westside Connection)
- Terrorist Threats (2003) - (jako člen Westside Connection)

## Úspěšné singly
- 1992 - Wicked
- 1993 - It Was a Good Day
- 1993 - Check Yo Self (ft. Das EFX)
- 1993 - Really Doe
- 1994 - You Know How We Do It
- 1994 - Bop Gun (One Nation) (ft. George Clinton)
- 1998 - We Be Clubbin'
- 1998 - Pushin' Weight (ft. Mr. Short Khop)
- 1999 - You Can Do It (ft. Mack 10 & Ms. Toi)
- 2003 - Gangsta Rap Made Me Do It

## Filmografie

### Film
| Rok  | Název                     | Role                   | Poznámky                             |
| ---- | ------------------------- | ---------------------- | ------------------------------------ |
| 1991 | Chlapci ze sousedství     | Darin „Doughboy“ Baker |                                      |
| 1992 | Lotři                     | Savon                  |                                      |
| 1993 | CB4: Cesta ke slávě       | Sám sebe               |                                      |
| 1994 | Policejní odznak          | Teddy Woods            |                                      |
| 1995 | Holé lebky                | Fudge                  |                                      |
| 1995 | Pátek                     | Craig Jones            | také producent a scenárista          |
| 1997 | Podsvětí                  | Vusi Madlazi           | také producent                       |
| 1997 | Anakonda                  |                        | Danny Rich                           |
| 1998 | Klub hráčů                | Reggie                 | také režisér, scenárista a producent |
| 1998 | I Got the Hook Up         |                        |                                      |
| 1999 | Thicker Than Water        | Slink                  |                                      |
| 1999 | Tři králové               | seržant Elgin          |                                      |
| 2000 | Zkurvenej pátek           | Craig Jones            | také producent a scenárista          |
| 2001 | Duchové Marsu             | James Williams         |                                      |
| 2002 | Benjamins                 | Bucum                  | také producent a scenárista          |
| 2002 | Holičství                 | Calvin Palmer          |                                      |
| 2002 | Další hroznej pátek       | Craig Jones            | také producent a scenárista          |
| 2004 | Torque: Ohnivá kola       | Trey Wallace           |                                      |
| 2004 | Holičství 2               | Calvin Palmer          | také producent                       |
| 2005 | Už jsme tam?              | Nick Persons           | také producent                       |
| 2005 | xXx: Nová dimenze         | Darius Stone / xXx     |                                      |
| 2007 | Už jsme doma?             | Nick Persons           | také producent                       |
| 2008 | První neděle              | Durell Washington      | také producent                       |
| 2008 | Přesný zásah              | Curtis Plummer         | také producent                       |
| 2009 | Leváci                    | Russell Redds          | také producent a scenárista          |
| 2010 | Šťastný los               | Jerome Washington      | také producent                       |
| 2011 | Policejní divize Rampart  | Kyle Timkins           |                                      |
| 2012 | 21 Jump Street            | kapitán Dickson        |                                      |
| 2014 | 22 Jump Street            | kapitán Dickson        |                                      |
| 2014 | Jízda švárů               | detektiv James Payton  | také producent                       |
| 2014 | Kniha života              | Výrobce svíček (hlas)  |                                      |
| 2016 | Poldův švagr              | detektiv James Payton  | také producent                       |
| 2016 | Holičství 3: Nový sestřih | Calvin Palmer          | také producent                       |
| 2017 | Na férovku, pane učiteli  | Strickland             |                                      |
| 2017 | XXx: Návrat Xander Cage   | Darius Stone / xXx     |                                      |
| 2020 | Kalifornský sen           | Jack Robertson         |                                      |
| —    | Last Friday               | Craig Jones            | také producent a scenárista          |

### Televize
| Rok       | Název                       | Role                               | Poznámky                                 |
| --------- | --------------------------- | ---------------------------------- | ---------------------------------------- |
| 1994      | The Sinbad Show             | Sám sebe                           | díl: „The Mr. Science Show“              |
| 2002      | The Bernie Mac Show         | Sám sebe                           | díl: „Goodbye Dolly“                     |
| 2005      | BarberShop: The Series      | producent                          | producent                                |
| 2005      | WrestleMania 21             | Sám sebe                           |                                          |
| 2006      | Black. White.               | producent                          | producent                                |
| 2007      | Friday: The Animated Series | producent a scenárista             | producent a scenárista                   |
| 2010      | 30 for 30                   | režisér dílu „Straight Outta L.A.“ | režisér dílu „Straight Outta L.A.“       |
| 2010–2013 | Are We There Yet?           | Terrence Kingston                  | také producent, vedlejší role (20. dílů) |
| 2017      | The Defiant Ones            | Sám sebe                           |                                          |